# I. e. 372
Évszázadok: i. e. 5. század – i. e. 4. század – i. e. 3. század
Évtizedek: i. e. 420-as évek – i. e. 410-es évek – i. e. 400-as évek – i. e. 390-es évek – i. e. 380-as évek – i. e. 370-es évek – i. e. 360-as évek – i. e. 350-es évek – i. e. 340-es évek – i. e. 330-as évek – i. e. 320-as évek
Évek: i. e. 377 – i. e. 376 – i. e. 375 – i. e. 374 –  i. e. 373 – i. e. 372 – i. e. 371 – i. e. 370 – i. e. 369 – i. e. 368 – i. e. 367

## Események

### Görögország
- Pherai Iaszón, Thesszália ura szövetséget köt Athénnal és Makedóniával.
- A thébaiak elpusztítják a spártaiak által újjáépített Plataia városát.

## Kultúra
- Eliszi Troilosz két lovasversenyt is megnyer az olimpiai játékokon, de mivel ezt bíróként tette, a továbbiakban a bíróknak megtiltják a versenyeken való részvételt.

## Születések
- Menciusz, kínai filozófus

## Fordítás
- Ez a szócikk részben vagy egészben  a(z)   372 BC című angol Wikipédia-szócikk ezen változatának fordításán alapul.  Az eredeti cikk szerkesztőit annak laptörténete sorolja fel. Ez a jelzés csupán a megfogalmazás eredetét és a szerzői jogokat jelzi, nem szolgál a cikkben szereplő információk forrásmegjelöléseként.